# 松井忠重
松井 忠重（まつい ただしげ、1952年1月7日 - ）は、日本の作曲家・編曲家。株式会社 ティーエム・プロジェクト代表取締役。茨城県出身。

## 主な作品
- 伊藤つかさ「夢見るSeason」（編曲）
- 来生たかお「あなただけ Good Night」（編曲）
- 木原光知子「みじかい爪」（作曲・編曲）「画家とモデル」（編曲）
- 小坂明子「晴れのち晴れ」（編曲） - ハーイあっこです エンディングテーマ曲
- 倉田まり子「哀しみのポエジー」（編曲）
- 西城秀樹「SEXY ANGEL」（編曲、BIG SUNSHINE/西城秀樹）
- 西郷輝彦「風は南風」（編曲）
- 堺正章「遥かなるレディー・リー」（編曲）
- 桜田淳子「パーティー・イズ・オーバー」（編曲）「神戸で逢えたら」（鈴木邦彦と共同で編曲）
- ザ・リリーズ「ちょっと HONG KONG TOWN」（編曲）
- C-C-B「瞳少女」（編曲）
- 高田みづえ「私はピアノ」「涙のジルバ」（編曲）
- 田山雅充「夢うつつ」「巡恋譜」「てるてる坊主」（編曲）
- 原真祐美「恋人なんて」（編曲）
- 藤圭子「東京迷路」（編曲）
- 松平健「ロンリー・ボーイ ロンリー・ガール」（編曲）
- 松山千春「旅立ち」「かざぐるま」「青春」「夢の旅人」（編曲）
- 三原順子「サニーサイド・コネクション」「靴音-STILL LIVERPOOL」「ミスティー・ヒロイン」「じゃじゃ馬ならし」（編曲）
- もんた&ブラザーズ「ダンシング・オールナイト」（もんた&ブラザーズと共同で編曲）